# Minik Dahl Høegh
Minik Dahl Høegh (nascido em Qaqortoq em 4 de Maio de 1985) é um jogador groenlandês de andebol que atualmente joga no Campeonto Dinamarquês de Handebol pela equipe Aarhus Håndbold.

## Histórico
Minik começou a jogar handebol com a 17 anos. Em 2008, ele assinou um contrato com a equipa dinamarquesa GOG.
Nos Campeonatos Pan-Americanos de Handebol de 2012 e na edição seguinte, em 2016, Minik Dahl Høegh tornou-se o artilheiro e foi selecionado para o all-star team.

## Vida pessoal
Ele está casado com a cantora groenlandêsa-dinamarquêsa Julie Berthelsen. Eles têm dois filhos juntos, Casper Nanoq Dahl Høegh, Sia Estrelas Dahl Høegh.